# Marina Jenkner
Marina Jenkner (* 1980 in Detmold) ist eine deutsche Filmemacherin und Autorin.

## Biografie
Marina Jenkner wuchs in Detmold auf, machte ihr Abitur am Gymnasium Leopoldinum und studierte von 1999 bis 2004 Germanistik, Kunst- und Designwissenschaften und Architektur an der Bergischen Universität Wuppertal. Danach arbeitete sie für verschiedene PR- und Werbeagenturen, seit 2006 ist sie freiberufliche Texterin, Schriftstellerin und Filmemacherin. Sie lebt in Wuppertal und betreibt im Stadtteil Vohwinkel den Kulturort "Die arme Poetin", wo regelmäßig Literatur-, Ton- und Bildveranstaltungen stattfinden. 
Marina Jenkner ist Mitglied im Verband deutscher Schriftstellerinnen und Schriftsteller und in der GEDOK Wuppertal.

## Veröffentlichungen

### Filme
- 2001 bis 2003: Diverse Kurzfilme
- 2003: Blaue Ufer, Drama
- 2004: Abfahrt, Kurzfilm
- 2005: Alien iacta est, Kurzfilm
- 2007: Café Ost, Kurzfilm
- 2009: Und tschüss, Hormone!, Dokumentarfilm
- 2010: Kurvendiskussion, Kurzfilm
- 2011: Das Experteninterview, Kurzfilm
- 2015: Ihr Kinderlein kommet, Weihnachtskurzfilm

### Auszeichnungen
- 2001: 3. Preis des 2. Kurzgeschichtenwettbewerbs "schön & stark" der Suchtpräventionsstelle der Stadt Zürich
- 2002: Förderpreis des Landesmedienzentrums Rheinland-Pfalz auf den 19. Videofilmtagen Thüringen und Rheinland-Pfalz für den Kurzfilm Nicht verbrennen
- 2003: 1. Platz beim 2. Kleinen Goethepreis der Bergischen Universität Wuppertal
- 2008: 3. Platz beim 1. "Stories & Friends"-Wettbewerb zum Thema "Mathematik erzählen" anlässlich des Jahres der Mathematik
- 2011: 2. Platz in der Sparte Prosa beim Literatur-Wettbewerb des Freundeskreises Düsseldorfer Buch e. V.
- 2024: GEDOK Literaturförderpreis für die Erzählung Nachthimmelweit